# Miasino
Miasino (piemontiul: Miasin) település Olaszországban, Piemont régióban, Novara megyében. Lakosainak száma 818 fő (2023. január 1.). Miasino Ameno, Orta San Giulio, Armeno és Pettenasco községekkel határos.

## Népesség
A település lakossága az elmúlt években az alábbi módon változott:
| Lakosok száma | 814  | 795  | 818  |
|               | 2017 | 2018 | 2023 |